# Everaldo Pereira

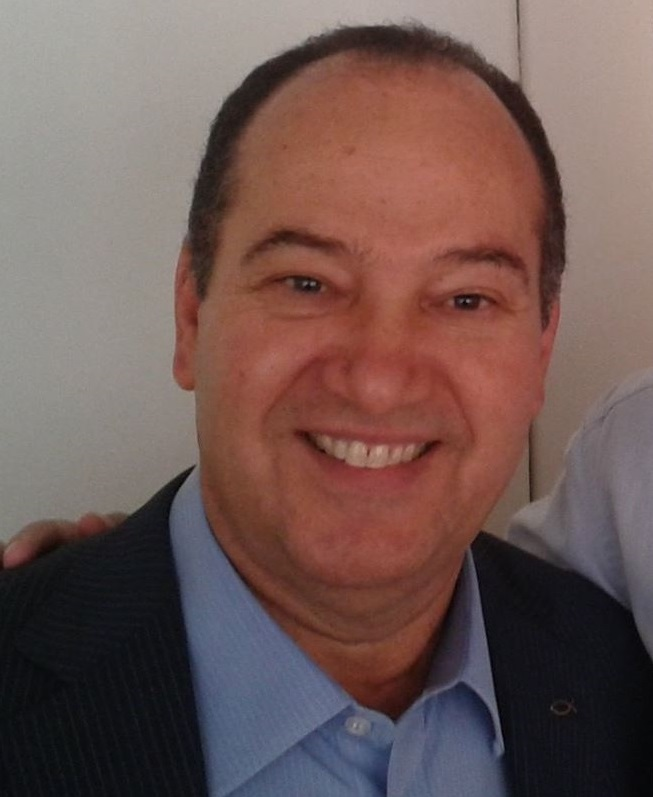
Pastor Everaldo

Everaldo Dias Pereira (geboren am 22. Februar 1956 in Rio de Janeiro), genannt Pastor Everaldo, ist ein brasilianischer Politiker, Geschäftsmann und Geistlicher der Organisation Assembleias de Deus. Pereira ist Vorsitzender des rechtsreligiösen Partido Social Cristão (PSC).

## Leben
Er wuchs als Sohn des pfingstlerischen Pastors Heraldo Pereira zusammen mit fünf Geschwistern in Acari auf. In seiner Jugend machte er Gelegenheitsjobs, so arbeitete er als Bananenverkäufer und Dachdecker. Später arbeitete er bei einem Versicherungsunternehmen und studierte am Economy and Finances College of Rio de Janeiro. Er ist in zweiter Ehe mit Ester Batista verheiratet, mit der er drei Kinder hat.

## Politik
Pereira machte Karriere im Fahrwasser des späteren Gouverneurs des Bundesstaates Rio de Janeiro, Anthony Garotinho. Unter ihm wurde er stellvertretender Stabschef der Bundesstaatsregierung. 2003 wurde er Vizepräsident des Partido Social Cristão. 2014 erreichte er als Kandidat des PSC 0,75 % der Stimmen bei der Präsidentenwahl.
Pereira vertritt wirtschaftsliberale Positionen, einen strikten Antikommunismus und evangelikal-konservative Gesellschaftsideale. Abtreibung und gleichgeschlechtliche Ehen lehnt er strikt ab und er leugnet den Klimawandel.

## Kontroversen
Pastor Everaldo gilt in Brasilien als umstrittene Figur. Seine erste Frau, Katia Maia, verklagte ihn wegen häuslicher Gewalt, bei welcher sie einen Trommelfellschaden erlitt, zunächst erfolgreich und bekam 85.000 Reais zugesprochen, das Urteil wurde jedoch aufgehoben. Pereira behauptete, er habe sich im Anschluss an eine Autoverfolgungsjagd durch die Straßen Rio de Janeiros lediglich selbst verteidigt.
Im August 2016 bedrohte Pereira eine junge Frau, nachdem diese durch den Parteivorsitzenden des PSC, Pastor Marco Feliciano, angegriffen und sexuell genötigt wurde und sich danach weigerte, Schmiergeld als Entschädigung anzunehmen.
2017 kam heraus, dass Pereira bei den Kommunalwahlen 2012 den damaligen Präsidenten der Abgeordnetenkammer, Eduardo Cunha, nach Bestechungsgeldern gefragt hat.
Am 28. August 2020 wurde er in dem gleichen Ermittlungsverfahren, das zur Amtsenthebung von Wilson Witzel, Gouverneur des Bundesstaates Rio de Janeiro, führte, durch die Bundespolizei verhaftet.